# عباسعلی کیوان قزوینی
عباسعلی کیوان قزوینی، عباس بن اسماعیل بن علی بن معصوم شاهزاده منصورالملک صفوی، ملقب به «منصورعلی شاه» 
در عصر روز چهارشنبه بیست و چهارم ذیحجه سال ۱۲۷۷ هجری قمری (دوازدهم تیر ماه ۱۲۳۹ هجری شمسی 
برابر سوم ژوئیه ۱۸۶۲ میلادی و ۱۲۳۰ یزد گردی) در قزوین متولد شد.
.
شیخ سیار و مدعی قطبیت (بر سر مقام قطبیت وی اختلاف نظر وجود دارد، در برخی منابع وی را قطب خوانده و در برخی منابع خیر) فرقه‌های مختلف دراویش.
وی از نوادگان شاه عباس صفوی و دارای نفوذ فراوان در خانقاه‌ها و از جمله پشتیبانان بزرگ زبان فارسی (تألیف کتب مذهبی علاوه بر زبان عربی به زبان فارسی و ترجمه قرآن به زبان فارسی) در دوران افول فرهنگی قاجار بود.
وی که هرگز نتوانست یک مذهب را به عنوان مذهب خود ارائه دهد (پس از ۸۰ روز مباحثه دربارهٔ برتری اسلام و مذهب شیعه دوازده امامی با معتقدان دیگر ادیان و مذاهب، عزلت گزید)،" پیشوای میلیون‌ها شیعه (شیعه خانقاهی نه حوزوی) در آن روز گار بود." کیوان در نجف نزد میرزای شیرازی و آیت‌الله حاج میرزا حبیب‌الله رشتی و آیت‌الله حاج شیخ زین العابدین مازندرانی درس گرفت و از طریق اخباری و اصولی اجازه اجتهاد گرفت. در بیست و نه سالگی رساله عملی به فارسی و عربی نگاشت و فارسی را منتشر ساخت.
آیت الله حاج میرزا حبیب‌الله رشتی به کیوان لقب آیت‌الله اعطاء کرد اما کیوان هرگز از این عنوان استفاده نکرد و در سال ۱۳۰۹ هجری قمری در سفر به مکه در چند سلسله تصوفی داخل گشت و در سال ۱۳۱۲ هجری قمری از کربلا به بیدخت رفت و به ملاسلطان گنابادی (قطب گنابادی‌ها) پیوست که بعدها از آن‌ها جدا شد
وی ۴ همسر رسمی داشت. شاخص نوادگان وی مرتضی کیوان است. پس از عزلت کیوان، منصورزاده یکی از فرزندان کیوان (از همسر همدانی وی) که در همدان دکان خرازی داشت از طرف گنابادی‌ها حق نماز یافت و گفته می‌شود به تحریک گنابادی‌ها منصورزاده و مادرش سه مرتبه کیوان را مسموم نمودند. ."
وی بیش از ۱۴۰ جلد کتاب ترجمه، تدوین، تفسیر یا نوشته است که مهم‌ترین آن‌ها تفسیر حقایق وی است از این بین ۳۰ جلد آن به چاپ عمده رسیده‌است. زندگی‌نامه وی به نام زندگی عباس علی کیوان به دست شاگردانش نوشته شده‌است. کیوان با زراعت و تجارت امرار معاش می‌کرد و با فروش خانه و زمین، آثار خود را به چاپ می‌رساند و غلط‌گیری کتابهایش را شخصاً انجام می‌داد. وی هریک از آثار منتشر شده خود را به کتابخانه‌های عمومی ایران و از طریق محمد کیوان قزوینی برای کتابخانهٔ ملی پاریس و برخی از فضلای مقیم برلین، از جمله کاظم‌زاده ایرانشهر، می‌فرستاد. بلوشه، کتابدار بخش زبان‌های شرقی کتابخانهٔ پاریس، نیز با ارسال نامه‌ای وی را به تدوین آثاری دیگر ترغیب کرده بود. "
عباس کیوان قزوینی روز جمعه ۱۹ شعبان ۱۳۵۷ قمری (۲۲ مهر ماه ۱۳۱۷ خورشیدی برابر با ۱۴ اکتبر ۱۹۳۸ میلادی) ساعت ده در بیمارستان آمریکایی رشت در هشتاد سالگی فوت کرد
آرامگاه وی در سلیمان داراب رشت در موقوفات خودش واقع شده‌است.

## آثار
تعدادی از کتاب‌های ایشان به این شرح می‌باشد.
.
1. کیوان نامه جلد ۱ در ایران شناسی، اسلام‌شناسی و شرح وقایعِ زندگی عباس کیوان قزوینی.
2. کیوان نامه جلد ۲.
3. کیوان نامه جلد ۳.
4. شرح رباعیات خیام جلد ۱ (حکمت خیام با تفریظ عباس اقبال آشتیانی).
5. شرح رباعیات خیام جلد ۲.
6. قرآن فارسی (ترجمه قرآن)
7. جامع التفاسیر (تفسیر قرآن کریم به بیانی دیگر)
8. تفسیر کیوان به فارسی جلد ۱.
9. تفسیر کیوان جلد ۲.
10. تفسیر کیوان جلد ۳.
11. تفسیر کیوان جلد ۴.
12. تفسیر کیوان جلد ۵.
13. تفسیر کیوان جلد ۶.
14. تفسیر کیوان به عربی جلد ۱.
15. تفسیر کیوان به عربی جلد ۲.
16. تفسیر کیوان به عربی جلد ۳.
17. دوره کیوان شامل بیست فصل.
18. روشن روش در تعلیم و تربیت.
19. هزار و یک کلمه.
20. سرانجام در تعلیم و تربیت.
21. شرح رباعیات حکیم خیام.
22. میوه زندگانی (که کنز ششم از کنوزالفرائد و به فارسی است شامل پنجاه فریده در مطالب گوناگون).
23. عرفان نامه با مقدمه رشید یاسمی در بیان عرفان علمی.
24. عرفان نامه در بیان عرفان علمی و عملی.
25. فریاد بشر
26. استوار (راز دار) دربارهٔ تصوف حقیقی و تصوف مرسوم.
27. بهین سخن دربارهٔ تصوف حقیقی و تصوف مرسوم.
28. رازگشا دربارهٔ تصوف حقیقی و تصوف مرسوم.
29. معراجیه در اثبات معراج جسمانیِ حضرتِ رسول (ص) با براهین عقلی.
30. اختلافیه جلد ۱.
31. اختلافیه جلد ۲ (نسخه خطی).
32. مواعظ در انسلاخ روحی و شرح سخن مسیح (ع) دربارهٔ صفات لازمه همنشین.
33. جامع التفاسیر تفسیر قرآن کریم به بیانی دیگر.
34. ثمرالحیوة (عربی).
35. ذوالیسار فی القصار (عربی).
36. العصمة (عربی) در اثبات عصمت حضرت زهرا (س) با براهین عقلی.
37. کنوزالفرائد (عربی).

یکی از مهم‌ترین نظریات کیوان قزوینی که تا به امروز همچنان مطرح است، این است که وی عرفان را به عرفان علمی و عرفان عملی تفکیک کرده و سلوک و درویشی را عرفان عملی می‌دانست. "
کیوان تصوف زمان خود را به سه مرحله یا دسته شامل برزخ، بدایت و مرکز تفکیک کرد و ادعا داشت که از هر سه دسته و مشایخ آن عبور کرده‌است. دسته نخست صوفیان یا مرحله برزخ را به کسانی می‌گفت که در برزخ میان قشر و لبّ قرار دارند و دارای ذکر قلبی و سلسله و القاب طریقتی نیستند و از نامیدن خود با نام صوفی پرهیز می‌کنند. او آخوند ملا حسینقلی همدانی* را، که مدتی در نجف شاگرد وی بود، از این دسته می‌دانست. دسته دوم یا اهل بدایت، ذکر قلبی دارند اما فاقد القاب هستند و درخصوص صوفی نامیده‌شدن، نه از آن پرهیز دارند و نه به آن مقیدند. او حاج ملا جواد اسپهانی را، که در کربلا ملاقات کرده و از او ذکر قلبی گرفته بود، از این طبقه می‌دانست. این دو طبقه دیدار با امام غائب را ممکن می‌دانستند. دستهٔ سوم، یعنی مرکز، هم اهل ذکر قلبی و زبانی هستند و هم دارای القاب و عقاید و آداب مخصوص، ولی درچگونگی آن‌ها با هم موافق نیستند. برای این دسته لفظ صوفی مقدّس است و هرکسی را لایق این نام نمی‌دانند. در همین طبقه است که، برخلاف دو طبقهٔ دیگر، تبلیغ و ارشاد و دستگیری بدون اجازهٔ شیخ مرشد ممنوع است و همچنین در معرفی قطب و شیخ بعد از خود، اجبار وجود دارد."

## مخالفت با تصوف
وی مخالفت خود را با تصوف مرسوم که آن را مؤسسهٔ مرید و مرادی نامیده – به نهضت پروتستان تشبیه کرده‌است که در آن نقش پاپ حذف می‌شود. از این حیث، به نظر می‌رسد مخالفت کیوان با تصوف مرسوم، از تحولات جهان معاصر و موج نوگرایی و تجدد طلبی در ایران هم متأثر بوده‌است.
کیوان تصوف مرسوم را به سه طبقه یا بخش (برزخ، بدایت و مرکز) تقسیم کرد و مدعی عبور از هر سه طبقه و مشایخ آن بود.
1. طبقهٔ اولِ صوفیان یا طبقهٔ برزخ کسانی هستند که در برزخ میان قشر و لبّ قرار دارند و فاقد ذکر قلبی و سلسله و القاب طریقتی هستند
2. طبقه دوم یا اهل بدایت، ذکر قلبی دارند اما القاب ندارند و در خصوص صوفی نامیده‌شدن، نه از آن پرهیز دارند و نه به آن مقیدند.
3. طبقهٔ سوم، یعنی مرکز، هم اهل ذکر قلبی و زبانی هستند و هم دارای القاب و عقاید و آداب مخصوص، ولی درچگونگی آن‌ها با هم موافق نیستند. برای این طبقه لفظ صوفی مقدّس است و هرکسی را لایق این نام نمی‌دانند. در همین طبقه است که، برخلاف دو طبقهٔ دیگر، تبلیغ و ارشاد و دستگیری بدون اجازهٔ شیخ ممنوع است و همچنین در معرفی قطب و شیخ بعد از خود، اجبار وجود دارد.[۱۳]

او تصوف مرسوم را به شرکتی بزرگ و پرقانون و احکام تشبیه می‌کرد که به دنبال جذب مرید و کسب متاع از آنان و به دنبال رقابت با سایر فرقه‌ها و در عقاید و آداب خود تعصب دارد. کیوان قزوینی معتقد بود تصوف باید از هرچه دشمنی‌آور است پرهیز کند. وی با اشاره به مناقشات حیدری ـ نعمتی، یعنی اختلافات و زد و خوردهای مریدان قطب الدین حیدر با مریدان شاه نعمت‌الله ولی، یکی از ضررهای تصوف مرسوم (بخصوص تصوف مرکز) را ادعای برتری قطب در هر سلسله و نقص مشایخ دیگر و در نتیجه فرقه گرایی و ایجاد تفرقه در جامعه دانست.

## جدایی از تصوف

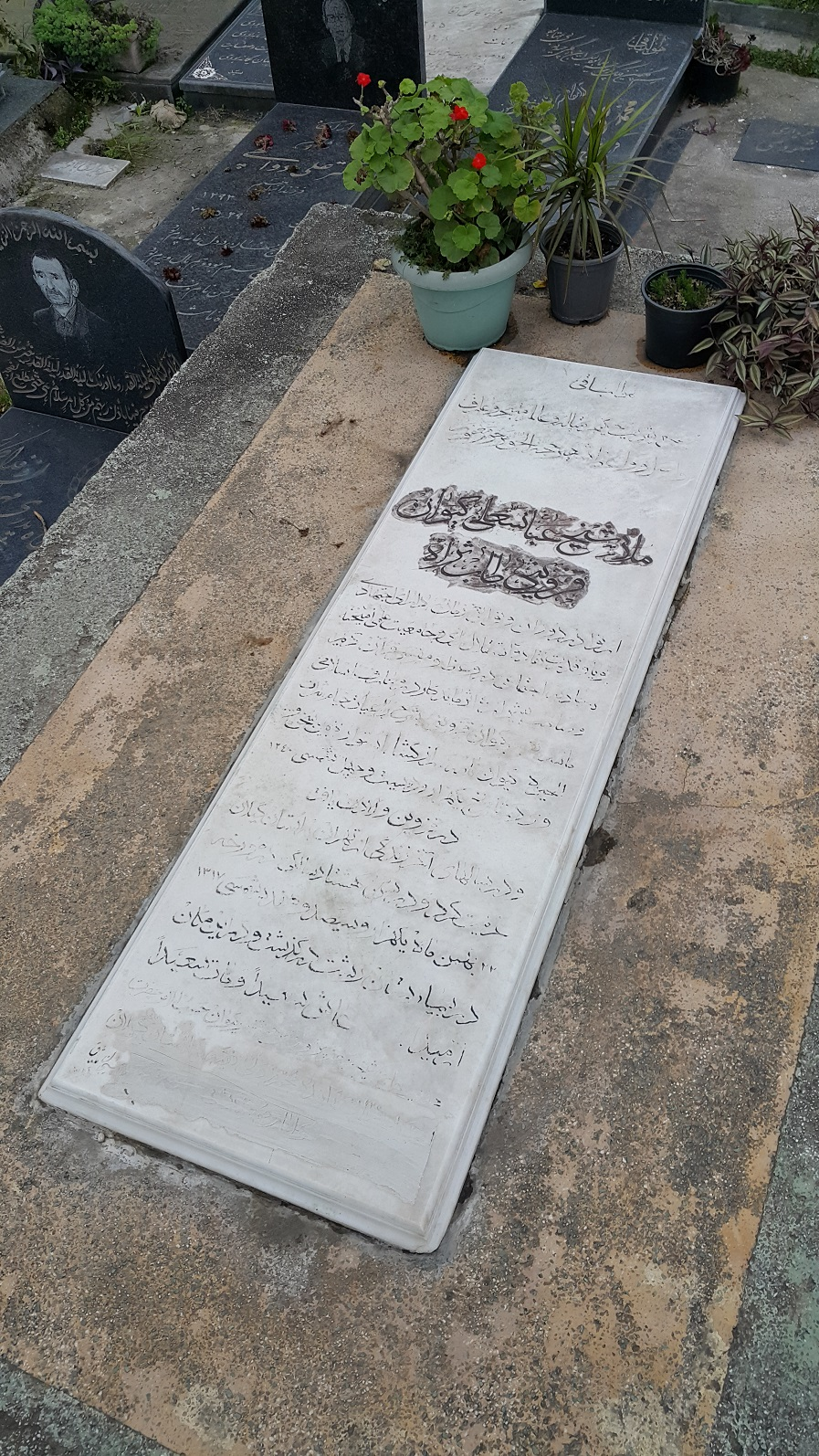
قبر قزوینی در سلیمان داراب

کیوان معتقد بود پس از چهارده سال خدمت با وجود اجازه از ملا سلطان علی و نور علی و صالح علیشاه چیزی دستگیرش نشد و از این فرقه جدا شد. تاریخ و زمان دقیق مخالفت کیوان قزوینی با فرقه گنابادی مشخص نیست؛ ولی پس از آن صالحعلیشاه در تاریخ ششم جمادی‌الاول سال ۱۳۴۵ قمری او را از منصب شیخی فرقه گنابادی عزل کرد.
کیوان قزوینی در مقاله‌ای پیش از عزل خود جدایی خود از فرقه‌ها را این‌گونه عنوان کرده بود: "مقدسهای دنیا را گواه صدق این دعویم می‌دانم که مجهولات من بیش از مجهولات هم آوردان من است و فخر بزرگی است زیرا یافته ام ندانسته‌های بسیاری را در هر فن که می‌بایدم آن‌ها را دانست ومی توانستم و ندانستم نه آنهائی که نبایدم و نتوانست دانست که از حوزهٔ شمار بلکه پندارهم بیرونند.
و هنوز با هزاران شرم سنگین مدّعیم (ومی ترسم که همین ادعاء هم لاف باشد) که هیچ معلوم واقعی ندارم، زیرا چشم حقیقت بینیم را که اجل عطایای خدا است به بشر، پردهٔ هوسهای طبیعی پوشانیده، در عین بینائی دیده ندارم تا دیده‌های علمی خودم را به یقین مطابق واقع دانم با آنکه معتقد به مطابقتم والا باور نمی‌کردم و حاضرم که اگر کشف عدم مطابقه شود گناه خودم دانم نه قصورعطاء خدا .".
هچنین "اقطاب می‌خواهند در این میانه استفاده به ناحق کنند عطاء خدا را عطای خودشان شمارند و یک مؤسسه پر مدخل پر لذتی راه اندازند و این دعوی خدائیست و ظلم است و ظالم تر از اقطاب کسی نیست (ومن اظلم ممن افتری علی اللَّه کذباً).
پس ترک ارشاد نموده از خدا عمر خواستم (با آنکه چند طبیب حکم به مرگ من تا چهار ماه کرده بودند یعنی منتهی زندگی مرا گفتند چهار ما ه است)، تا آن که اعلان و ابلاغ به همه بلاد وعباد نمایم و به حال مرشد بودن نمیرم و مسئول جان و فکر سه هزار نفر که مریدانم بودند نشوم شکر خدا را که اکنون ۱۲ سال است که زنده ام و بیماری‌ها همه رفت بی علاج ظاهری و ضعفی به جز پیری که عشره هشتم است، ندارم ."
اما در کتاب «نابغه علم و عرفان در قرن چهاردهم هجری» تألیف آقای حاج سلطانحسین تابنده رضاعلیشاه در بخش گرویدگان نامی آقای سلطانعلیشاه در رابطه با کیوان و ترک وی چنین آمده‌است:
«حاج شیخ عباسعلی قزوینی از وعّاظ معروف و شخص دانشمندی بود؛ چندی در عتبات عالیات مشغول تحصیل بوده، سپس در بیدخت خدمت جناب حاج ملاسلطانمحمد رسید و مدت‌ها در محضر درس ایشان استفاده نمود و بر حسب امر ایشان در بیدخت منبر می‌رفت و وعظ می‌خواند….
چنان‌که بلعم باعور که از مقرّبین و مأذونین شعیب بود و بعداً روی حسد با موسی مخالفت کرد و اطاعت ننمود مطرود گردید و در اصحاب رسول نیز کسانی بودند که نهایت عقیده مند و مورد عنایت بودند و بعداً خلاف امر رفتار نمودند و در اصحاب ائمهٔ هدی علیهم السّلام نیز این قبیل اشخاص بوده‌اند پس نمی‌توان ایراد گرفت که اگر حال ایشان چنین بود و به مقامی نرسیده بود چرا از ابتدا اجازه دادند زیرا طبق والْمُخلِصُونَ فی خَطَرٍ عَظیم (مخلصون در خطر بزرگ قرار دارند) وساوس شیطانی در مراتب کمالیه نیز
موجود است مگر کسانی که مصداق اَولیائی تَحتَ قُبابی لایَعرُفهُم غَیری (دوستان من در زیر قباب و بارگاه من هستند که غیر خودم کسی آن‌ها را نمی‌شناسد) واقع شده و مخلَص به فتح لام شده باشند و آن نیز خیلی کم است.»

## آرا مخالفین اهل تصوف عباسعلی کیوان قزوینی در مورد وی
کیوان سمیعی
... پس از رحلت آن جناب، در تاریخ ۲۶ ربیع الثّانی ۱۳۲۸ قمری از طرف جناب نورعلیشاه[جانشین آقای حاج ملاسلطانمحمد سلطانعلیشاه] مأذون در دستگیری شد و به «منصورعلی» ملقب گردید و در صورت اجازه، مرقوم شده که باید نسبت به آقای حاج شیخ عبدالله حایری و آقای شیخ محسن سروستانی رعایت احترام نمایید؛ ولی ایشان این قسمت را چندان رعایت نمی‌کرد و حتّی در اواخر[،] اظهار کینه و نقار با جناب حاج شیخ عبدالله حائری رحمتعلیشاه می‌نمود و در مجلس ایشان حاضر نمی‌شد! پس از جناب آقای نورعلیشاه به گناباد رفته خدمت جناب آقای صالحعلیشاه تجدید عهد نمود و بر مأذونیت خود چند سالی باقی بود، تا آنکه پس از چندی در دعوت خود مقاصد دنیوی ابراز می‌نمود و برخلاف میل بزرگان سلسله رفتار می‌کرد و هرچه در مراسلات گناباد، پند و اندرز نسبت به ایشان نمودند، مؤثّر واقع نگردید؛ و از طرفی نسبت به جناب حاج شیخ عبدالله روز به روز بر کینه و نقار خود می‌افزود و علناً بدگویی می‌نمود، تا آنکه در تاریخ ششم جمادی‌الاولی ۱۳۴۵ قمری از خدمت و منصب خود معاف گردید. از آن پس ایشان نیز روش مخالفت و دشمنی پیش گرفته و کتاب‌ها در ردّ صوفیّه نوشت و نسبت‌های دروغ به بزرگان سلسله داد، حتّی آنچه خودش بجا آورده و از آن رو مورد اعتراض و ملامت واقع شده بود به بزرگان صوفیه نسبت داد! ولی شخص عاقل زیرک که درصدد تحقیق باشد از مطالب خود کتاب به مقاصد گوینده پی می‌برند و کسانی هم که آن را پسندیدند جز غرض ورزی منظوری نداشتند. در پایان عمر به گیلان و تنکابن مسافرت نمود و در ماه شعبان سال ۱۳۵۸ قمری در آنجا بدرود زندگانی گفت.»
در پاورقی صفحه ۴۱۰ همین کتاب چنین آمده‌است: «مرحوم کیوان سمیعی که در اواخر عمر حاج شیخ عباسعلی کیوان قزوینی، از مریدان وی بوده، در کتاب دو رساله در تاریخ جدید تصوّف ایران (کیوان سمیعی و منوچهر صدوقی، انتشارات پاژنگ، تهران، ۱۳۷۰، ص۱۳۵) می‌نویسد: «اگر در طرفداری از مرحوم کیوان متعصّب نباشیم، باید بگوییم با همة وسعت فکر و شرح صدری که داشت، در خصومت با فرقة گنابادی _که در اواخر عمر شغل شاغل او شده بود_ گاه از جادّة انصاف خارج می‌شد…».»
«مرحوم کیوان سمیعی که مدّت‌ها شاگرد و معاشر و از نزدیکان کیوان قزوینی بود، در ضمن نقل یکی از خاطرات خویش در ایّام مصاحبت با وی، می‌گوید: «در این مدّت یکبار هم مرحوم حاج [شیخ عبدالله حائری] را دیدم که نزدش[نزد مرحوم کیوان قزوینی] آمد حامل پیغامی از جانب مرحوم صالحعلیشاه مبنی بر استمالت خاطر او بود. چون در ابتدای ورود آن مرحوم، حاج ملّا عباسعلی با او برخوردی سرد کرد که مناسب شأن و مقام حائری نبود، پس از رفتن ایشان من علّت را جویا شدم و عرض کردم: با همهٔ مخالفتی که شما نسبت به گنابادی‌ها ابراز می‌دارید مقام علمی و اجتماعی آقای حائری بخصوص ورودش به خانهٔ شما ایجاب می‌کرد که به طرز خوش با ایشان رفتار فرمایید. [مرحوم کیوان قزوینی] در پاسخ فرمود: من اوّل تصوّر کردم حاج آقا شیرازی است. حاج آقا شیرازی وکیل مجلس و معمّم بوده و چون او را من ندیده بودم نمی‌دانم آیا از لحاظ شکل و شمایل این دو نفر مشابهتی با هم داشته‌اند یا نه؟ امّا وقتی خدمت مرحوم حائری در منزلش رسیدم و این مطلب را نقل کردم، او حیرت کرد و فرمود: چگونه ممکن است مرا با حاج آقا شیرازی اشتباه کرده باشد در صورتی که سالیان دراز با یکدیگر مصاحب و معاشر بوده و با هم در یک راه گام برداشته‌ایم.» سپس کیوان سمیعی در مقام دفاع و تجلیل از مقام علمی و عرفانی ایشان[مرحوم حاج شیخ عبدالله حائری (رحمت علیشاه)] می‌گوید: «مرحوم حاج شیخ عبدالله حائری از بزرگان مشایخ صوفیّه در عصر ما بود و در ایران رکنی از ارکان تصوّف به‌شمار می‌رفت. علاوه بر تسلّطی که در ادبیات و فقه و اصول داشت، اشعار فارسی بخصوص گفتار صوفیّه را زیاد از برکرده بود، کمتر موضوعی مورد گفتگو قرار می‌گرفت که او تعدادی ابیات نغز به مناسبت نخواند. با این همه مردی خلیق و مهربان بود.»»

## دکتر سیدمصطفی آزمایش
در کتاب گردش افغانستان و پاکستان تألیف آقای حاج سلطانحسین تابنده گنابادی رضاعلیشاه آمده‌است که آقای میرزا محمّدمهدی پویا از نگارندهٔ محترم علّت تغییر حال و مخالفت مرحوم کیوان قزوینی را پرسیده‌اند. نگارنده (آقای حاج سلطانحسین تابنده گنابادی رضاعلیشاه) در پاسخ ابراز داشته‌اند که: «چند علّت داشت؛ اوّلاً ایشان نسبت به مرحوم شیخ عبدالله حائری که از همه جهت علماً و عملاً و از لحاظ سبقت در فقر و اجازه و از حیث شخصیت بر ایشان برتری داشتند و مقدّم بودند پس از چندی حسادت ورزیده و در اواخر ابراز بی‌مهری بلکه مخالفت می‌نمود. در صورتی که لازمهٔ علم و معرفت تواضع و اتّحاد با همدیگر و ترجیح دیگران بر خود است و مخصوصاً مأذونین در این قسمت باید سرمشق دیگران باشند و مرحوم حاج شیخ عباسعلی این را رعایت نمی‌کرد و در اواخر مقیّد بود که به ایشان توهین کند در صورتی که مرحوم آقای حاج شیخ عبدالله مطابق مقام بلندی که داشتند صفات حسنه در ایشان بروز و ظهور داشت و کمال احترام بلکه کوچکی نسبت به حاج شیخ عباسعلی می‌نمودند. ثانیاً مرحوم حاج شیخ عباسعلی در اواخر جنبهٔ مادّیّت بر ایشان غلبه کرده و در صدد جلب منافع مادّی که مخالف مقام ایشان بود برآمده و باعث لطمه به حیثیّت فقری بود و بارها از طرف حضرت آقای والد به ایشان در این باب تذکّراتی داده شد ولی مؤثّر واقع نشده بود. ثالثاً طبق همان رویهٔ منبر که داشته و در مطالب ابتکاری داشتند[،] در اواخر دستورهایی هم اضافه بر آنچه رسیده به بعضی می‌دادند در صورتی که امور شرعیه توقیفیه است و نباید اضافه از آنچه از شارع مقدّس و ائمهٔ اثنی عشر علیهم السّلام رسیده دستوری داد و چیزی که احتمال بدعت در آن برود نباید گفت یا دستور داد و این نیز چند مرتبه به ایشان تذکّر داده شده بود و چون رعایت این قسمت‌ها را نمی‌کرد حضرت آقای والد ایشان را معاف از خدمت فقراء و دستگیری نمودند. ایشان هم پس از معافیّت شروع به مخالفت کرده و ابتدا در کتب خود به کنایه و بعداً بالصّراحه بدگوئی نمودند و در مراسلات هم در ابتدای معافیّت فقط نسبت به شخص آقای والد بدگوئی نموده ولی نسبت به جد امجد[جناب آقای سلطانعلیشاه] کمال احترام را منظور می‌داشتند. بعداً ایشان را هم مورد انتقاد قرار داده و گوئیا از مکتوبات سابق که همهٔ آن‌ها موجود است فراموش کرده بودند و در کتب اخیرشان بعض کنایات نسبت به بزرگان دین و ائمهٔ هدی علیهم السّلام نیز موجود است و البتّه این اشکال ندارد که یک نفر در زمانی حالش خوب و دارای ایمان باشد و بعداً تغییر حال بدهد که معروف است:
«ساعتی کافر کند صدّیق را-ساعتی مؤمن کند زندیق را»